# Cynthia Ligeard

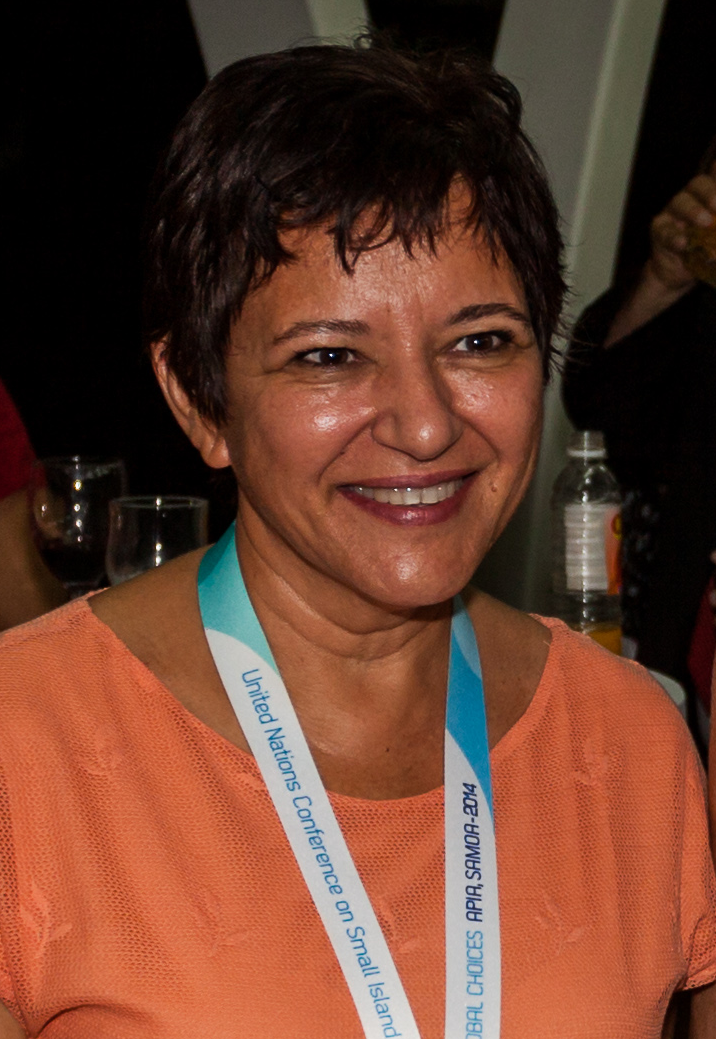
Cynthia Ligeard (2014)

Cynthia Ligeard (* 25. Juni 1962 in Nouméa, Neukaledonien) ist eine neukaledonische Politikerin der Le Rassemblement-UMP (RPCR) und war Präsidentin Neukaledoniens.

## Leben
Nach einer Schulausbildung am katholischen St-Joseph de Cluny und am Lycée Blaise Pascal in Nouméa studierte sie in Frankreich Fremdsprachen.
Nach ihrer Rückkehr trat sie in den öffentlichen Dienst im Bürgermeisteramt von Nouméa ein und wurde dort im Jahr 2002 unter dem Bürgermeister Jean Lèques Stadtkabinettschefin. Durch Lèques als prominenter Vertreter der Rassemblement-UMP, der Anti-Unabhängigkeitsbewegung, trat sie in das politische Leben ein, als sie auf der Liste dieser Partei zu den Provinzwahlen vom 9. Mai 2004 kandidierte. Sie erreichte die Wahl zur Abgeordneten der Abgeordnetenversammlung der Südprovinz und damit verbunden den Einzug in den Kongress (Congrès de la Nouvelle-Calédonie). Sie setzte sich bei den Provinzwahlen vom 10. Mai 2009 erneut durch und wurde 2011 Vizepräsidentin der Südprovinz. Dieses Amt hatte sie vom 9. November 2011 bis 20. September 2012 inne. Am 20. September 2012 wurde sie zur Präsidentin der Südprovinz gewählt und löste Pierre Frogier ab.
Bei den Regierungswahlen vom 11. Mai 2014 wurde sie zur Präsidentin der Regierung von Neukaledonien gewählt. Sie trat das Amt am 5. Juni 2014 in Nachfolge von Harold Martin an. Das Amt hatte sie bis 1. April 2015 inne, bis sie durch Philippe Germain von der Partei Calédonie ensemble (CE) abgelöst wurde.
Politisch steht sie auf der Seite der Anti-Unabhängigkeitspartei, die keine Loslösung von Frankreich und somit keinen unabhängigen Staat Neukaledonien will. Die Gegenbewegung ist die Kanakische sozialistische Front der nationalen Befreiung (FLNKS). Ab dem Jahr 2018 erfolgten darüber drei Plebiszite.